# Flugtagunglück von Frankfurt

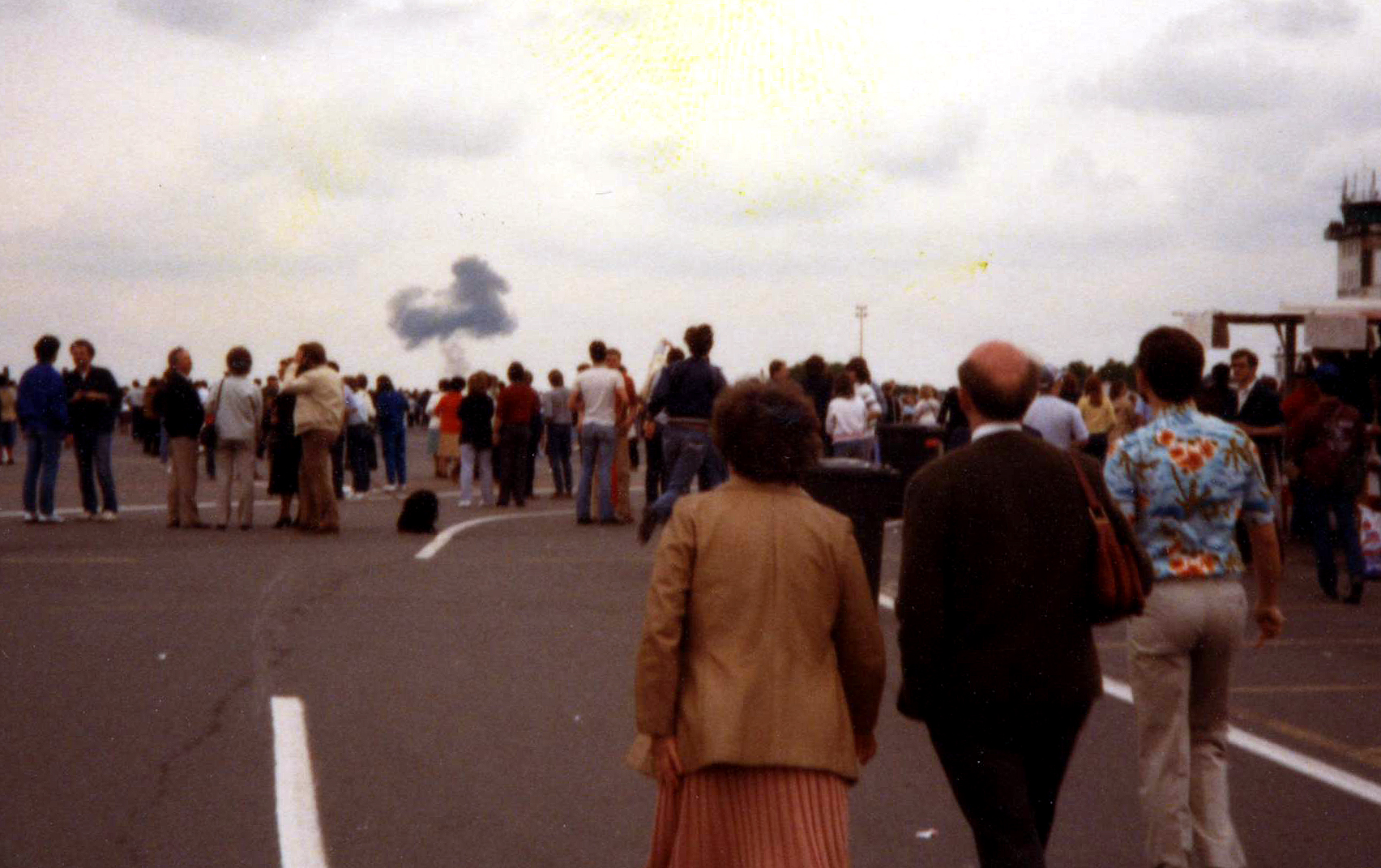
Kurz nach dem Absturz des Starfighters, vom Festgelände auf der Rhein-Main Air Base aus gesehen.

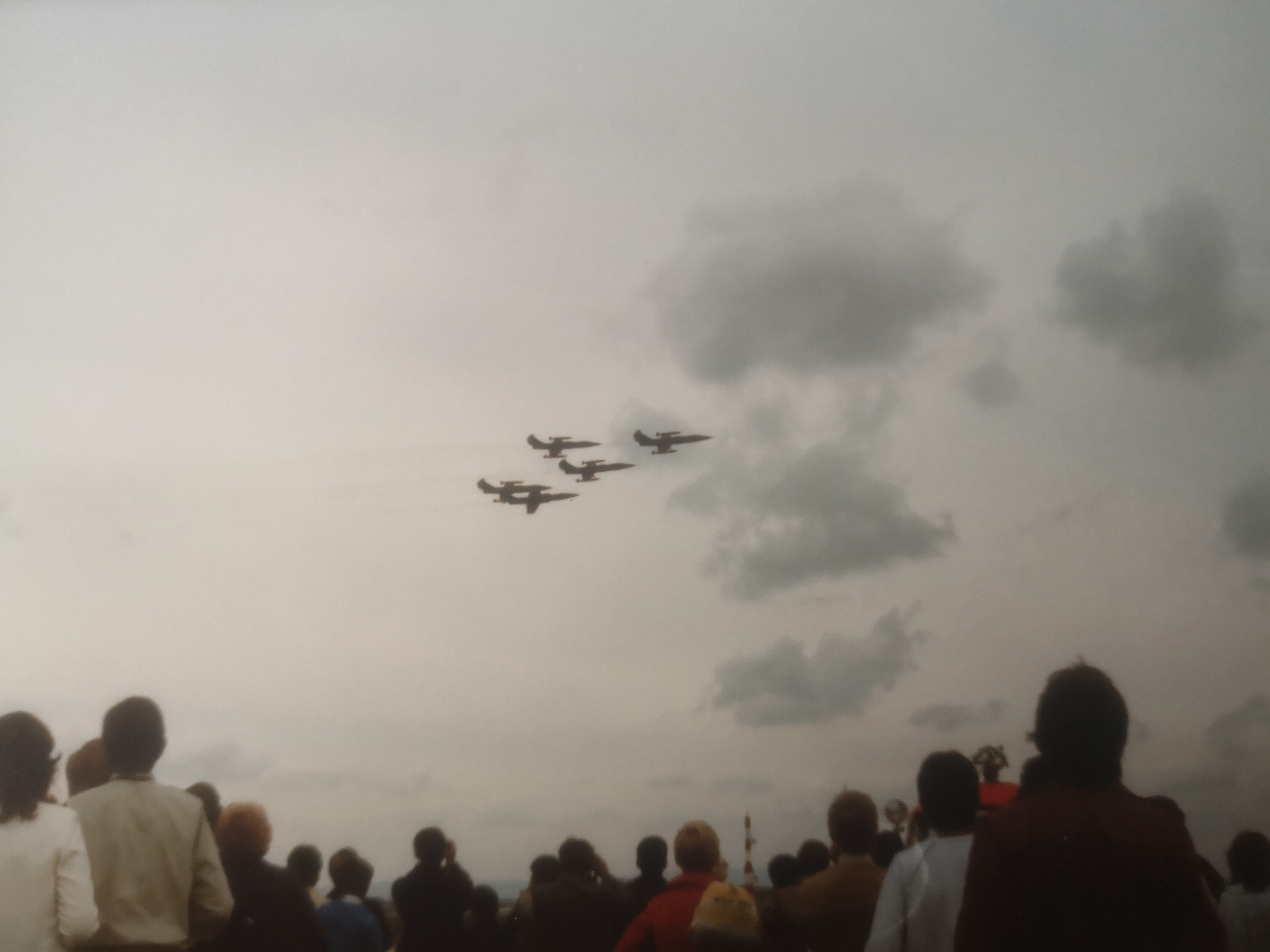
Die kanadische Flugstaffel kurz vor dem Unglück, als die Starfighter noch in Formation flogen.

Das Flugtagunglück von Frankfurt ereignete sich am 22. Mai 1983, einem Pfingstsonntag, als im Rahmen einer Flugvorführung auf der Rhein-Main Air Base ein kanadischer Düsenjäger auf eine nahe gelegene Schnellstraße stürzte. Dabei kamen sechs Menschen ums Leben.

## Ablauf der Ereignisse

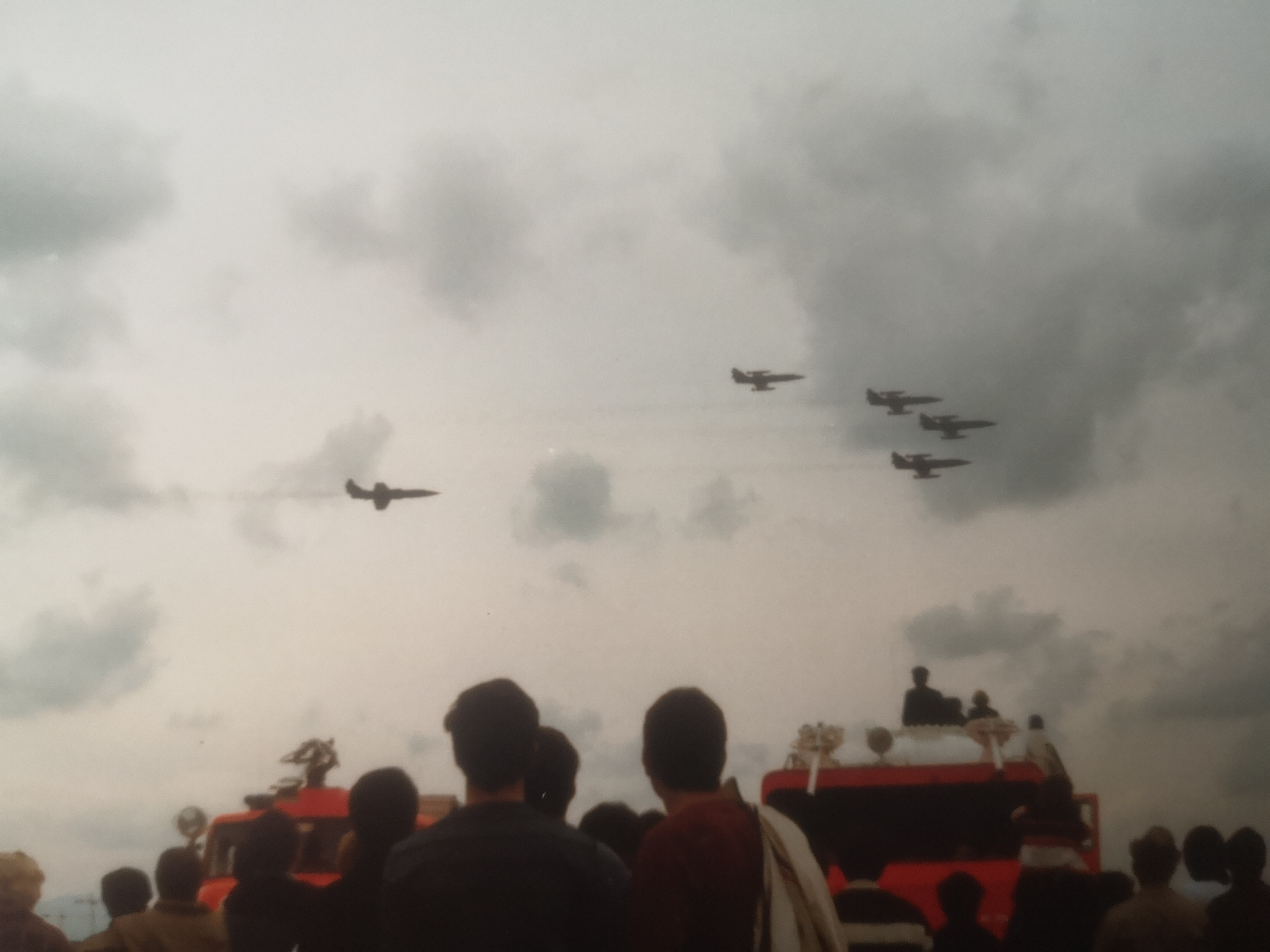
Die kanadische Flugstaffel, kurz vor dem Unglück, das Absturzflugzeug fängt an sich von der Formation abzusetzen.

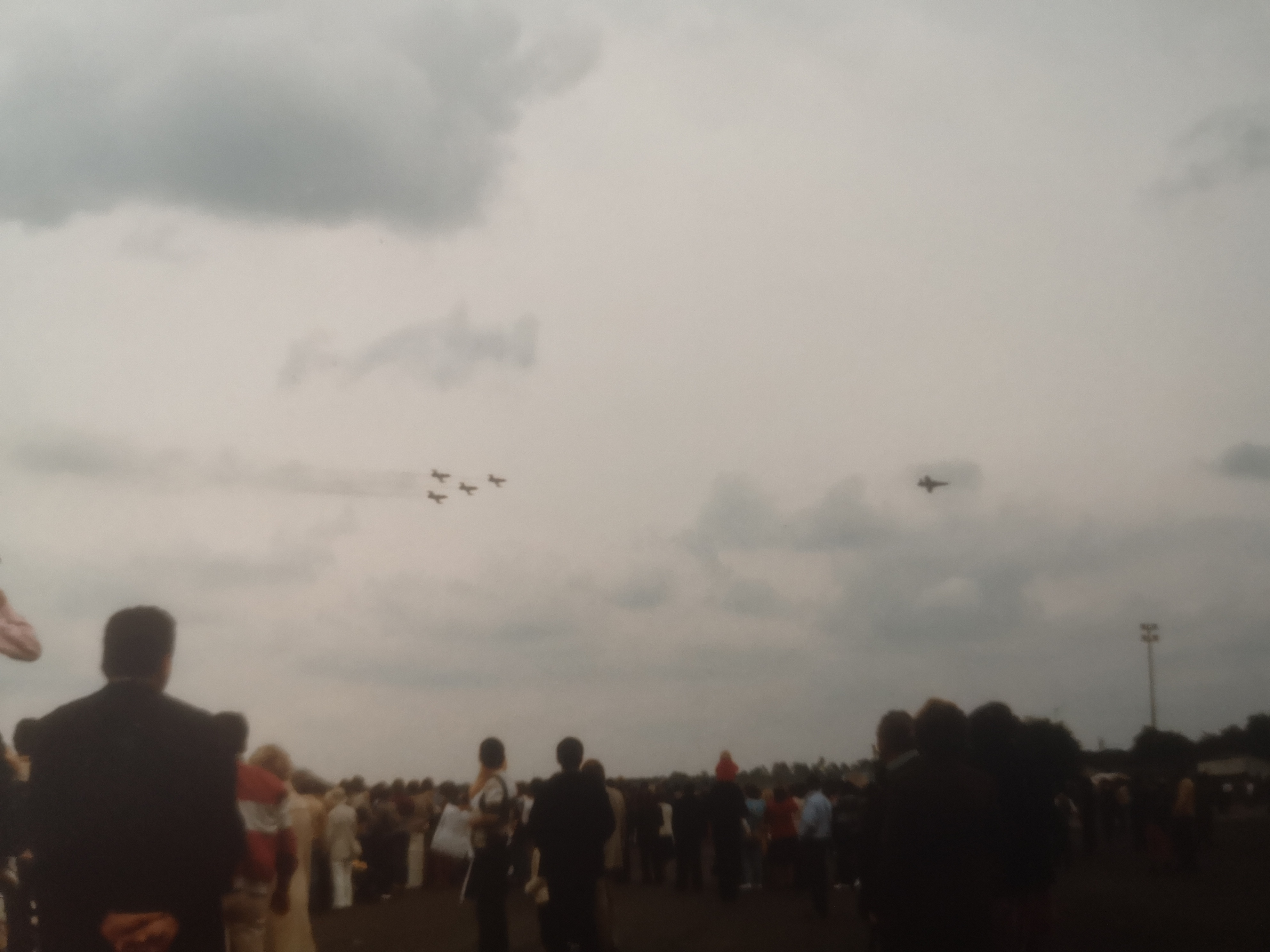
Das Absturzflugzeug setzt sich mehr und mehr von der Formation ab, es wird langsam klar, dass etwas nicht in Ordnung ist.

Im Rahmen eines Tages der offenen Tür präsentierten sich die amerikanischen Streitkräfte auf dem militärischen Teil des Frankfurter Flughafens. Bestandteil dieser Präsentation war eine Vorführung der kanadischen Flugstaffel „Tigers“, die eigens dazu vom kanadischen Luftwaffenstützpunkt Baden-Söllingen eingeflogen war. Als die fünf Düsenjäger vom Typ F-104 Starfighter militärische Routineformationen am Himmel zeigten, brach eine Maschine aus der Formation aus. Der Jet flog mehrere Kilometer Richtung Nordosten, bevor er schließlich fast senkrecht in Höhe des Waldstadions auf die Bundesstraße 44 stürzte. Der Pilot konnte sich mit dem Schleudersitz retten. Brennende Wrackteile trafen jedoch das Auto der Pfarrersfamilie Jürges, die auf dem Weg zu einem Pfingstausflug war. Der in Frankfurt bekannte „Friedenspfarrer“ Martin Jürges (40), seine Frau Irmtraud Jürges-Kiesling (38), seine Mutter Erna Jürges (77) und seine beiden Kinder Jan (11) und Katharina (1) starben noch an der Unfallstelle. Jürges’ 19-jährige Nichte Gesine Wagner konnte sich aus dem Fahrzeug retten, wurde dabei aber von der Feuerwalze des explodierenden Jets erfasst und so schwer verbrannt, dass sie am 11. August, 81 Tage nach dem Unfall, im Krankenhaus starb.
Das Ehepaar Jürges ist mit seinen zwei Kindern in einem Familiengrab in Frankfurt auf dem Waldfriedhof Oberrad beigesetzt.

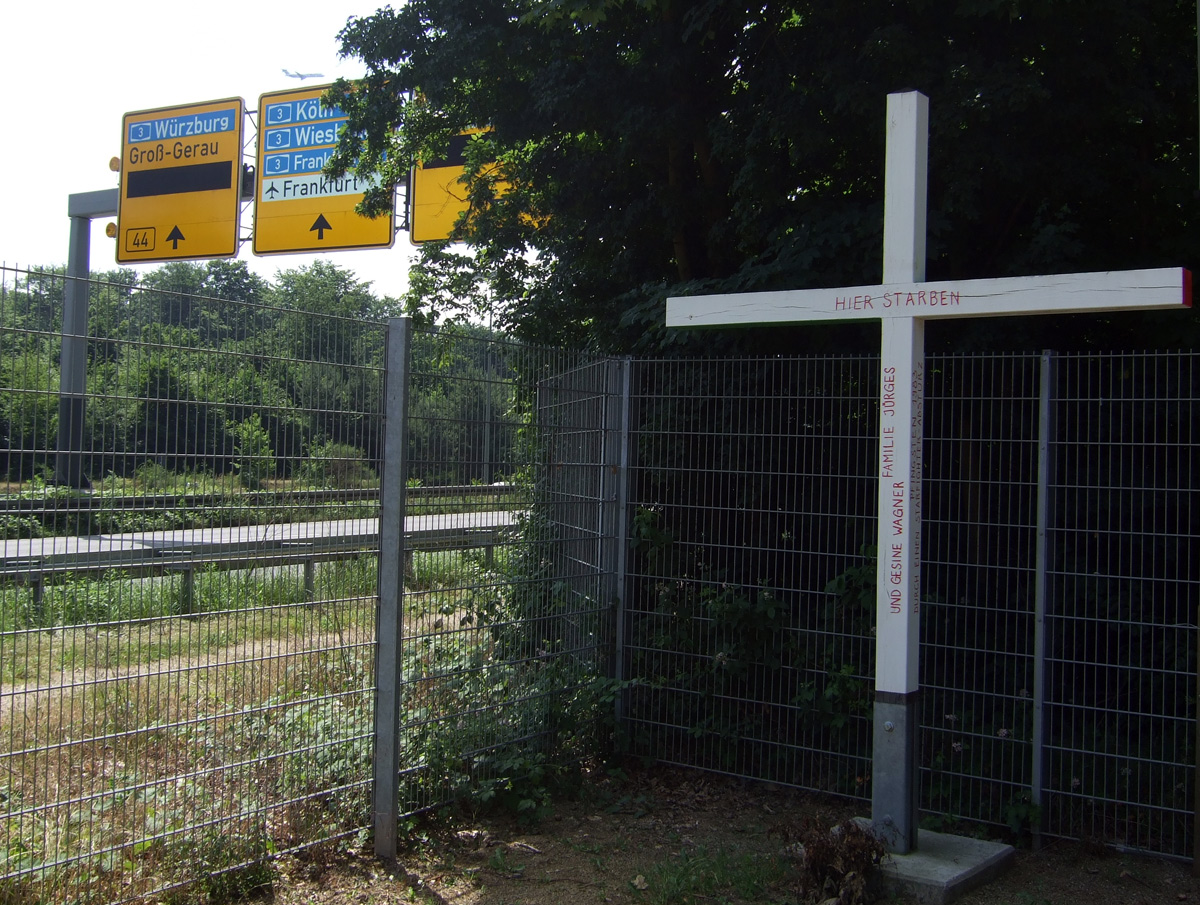
Ein weißes, hölzernes Kreuz erinnert an den Starfighter-Absturz. Teile der Maschine trafen das Auto der Familie auf der Schnellstraße direkt neben dem Kreuz (2008).

## Ursachen
Aufgrund des NATO-Truppenstatuts wurde der Unfall vom kanadischen Verteidigungsministerium untersucht. Die Staatsanwaltschaft Frankfurt leitete, den Vorschriften entsprechend, ebenso ein Todesermittlungsverfahren ein. Dies beruhte aber im Wesentlichen auf den Ergebnissen der kanadischen Untersuchung. Dieses Untersuchungsergebnis wurde der Frankfurter Behörde offiziell nur in Form einer Presseerklärung zugestellt. Sie hielt vage fest, dass „weder technisches noch menschliches Versagen“ als Ursache für den Absturz ausgeschlossen werden könne. Eine Recherche des Hessischen Rundfunks ergab allerdings im Jahr 2003, dass der zuständige Oberstaatsanwalt auch die Vernehmungsprotokolle des Piloten erhalten hatte. Er hielt sich jedoch an die Bedingung der kanadischen Behörden, die Protokolle nicht in seiner Untersuchung zu verwenden. Ein im Rahmen der Reportage konsultierter Sachverständiger für Flugunfalluntersuchung kommt anhand des vorliegenden Videomaterials zu dem Ergebnis, dass der Unfall auf menschliches Versagen zurückzuführen ist.
Der zum Zeitpunkt des Unfalls 27-jährige Pilot der Unfallmaschine, Alan Stephenson, wurde unmittelbar nach dem Unfall im Frankfurter Militärhospital psychologisch betreut und ca. zwei Wochen später nach Kanada ausgeflogen. Er hat sich nie öffentlich zu dem Absturz geäußert. Stephenson kehrte wenige Jahre später als Pilot nach Deutschland zurück und war u. a. auf der Ramstein Air Base stationiert.

## Folgen des Unfalls

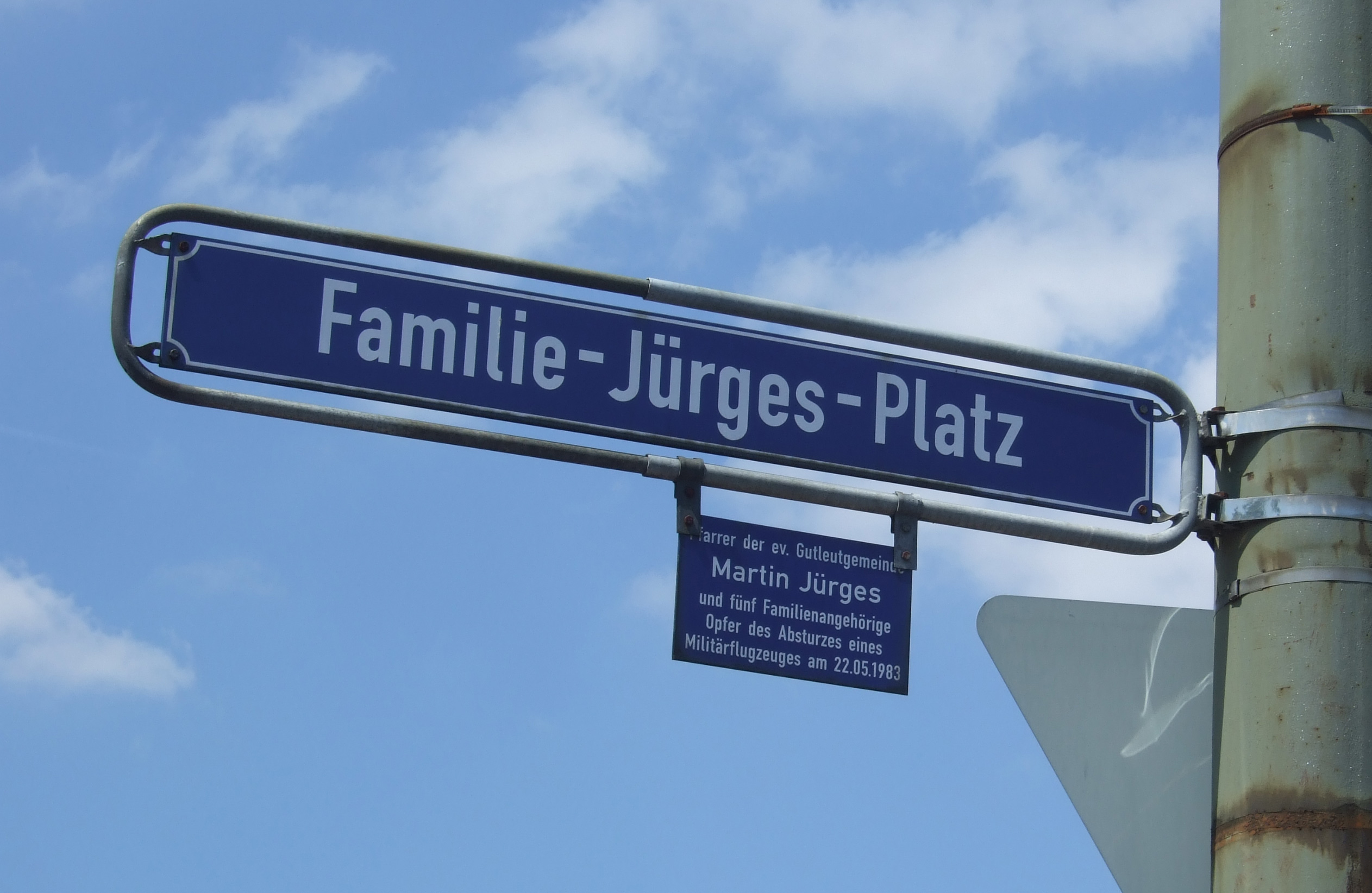
Familie-Jürges-Platz, Straßenschild.

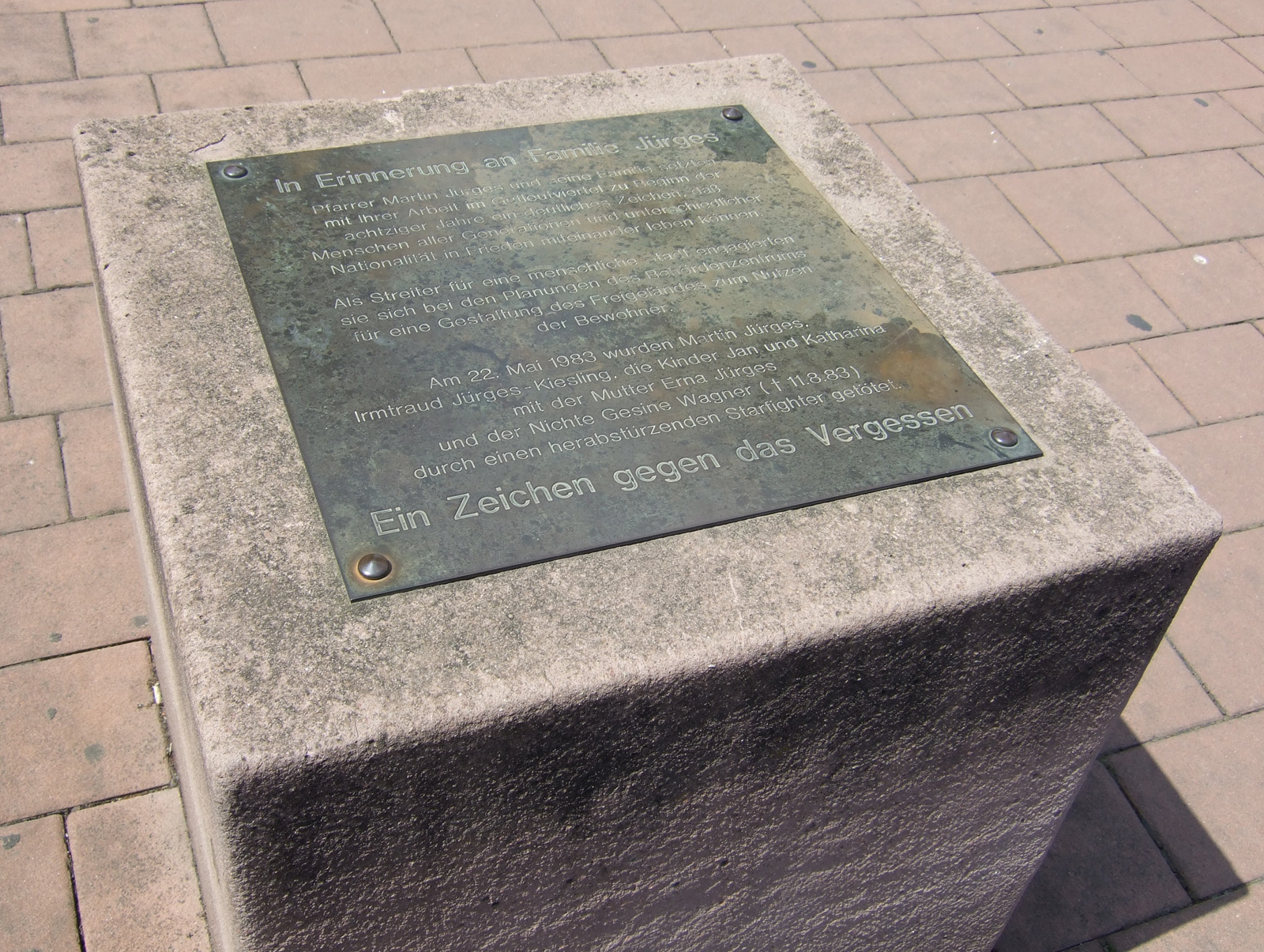
Gedenkstein auf dem Familie-Jürges-Platz in Frankfurt.

Der Flugtagunfall erfuhr zusätzliche Aufmerksamkeit dadurch, dass durch den Absturz eine Familie ausgewiesener Rüstungsgegner ums Leben kam. Martin Jürges war vor allem in seiner Zeit als Stadtjugendpfarrer friedenspolitisch aktiv gewesen. Zudem war er in seinem Pfarrbezirk, dem Frankfurter Gutleutviertel, sozial äußerst engagiert und dementsprechend beliebt. Bereits am Tag nach dem Unfall gingen tausende Demonstranten in Frankfurt auf die Straße, um gegen das Wettrüsten und die Zurschaustellung militärischer Macht zu demonstrieren. Dekan Herrmann Strohmeier sagte im Rahmen des Gedenkgottesdienstes am Pfingstmontag, Jürges sei „mitten im sogenannten Frieden ein Opfer jener Waffen geworden, vor denen er ein Leben lang gewarnt“ habe.
Da schnell klar wurde, dass es bei diesem Absturz durchaus zu einer noch größeren Katastrophe hätte kommen können (neben den rund 400.000 Besuchern der Flugschau feierten nur wenige hundert Meter von der Absturzstelle entfernt tausende Besucher den traditionellen Frankfurter Wäldchestag, und auf Tennisplätzen unmittelbar neben der Straße fand ein gut besuchtes Pfingstturnier statt), untersagte der Bundesverteidigungsminister infolge des Unfalls zunächst generell militärische Flugvorführungen über Ballungsgebieten, für Strahlflugzeuge blieb das Verbot auf Dauer bestehen. Dies konnte jedoch das Flugtagunglück von Ramstein fünf Jahre später nicht verhindern.
In der Nähe der Absturzstelle erinnert heute ein großes Kreuz an den Unfall. Es trägt die Inschrift „Hier starben Familie Jürges und Gesine Wagner Pfingsten 1983 durch einen Starfighter-Absturz“. Im Rahmen der Umgestaltung des Areals für die Fußball-Weltmeisterschaft 2006 wurde das erste, dunkelbraun lackierte Kreuz demontiert und durch ein weißes Modell ersetzt, das abseits der Straße hinter einem hohen Zaun steht. Das ursprüngliche Kreuz, das zusätzlich die Aufschrift „Rüstung tötet auch ohne Krieg“ trägt, befindet sich heute in der Evangelischen Hoffnungsgemeinde. Teil dieser Gemeinde ist Jürges’ ehemalige Gemeinde, die Gutleutgemeinde.
Im Gutleutviertel ist heute der Familie-Jürges-Platz an der Südseite des Frankfurter Hauptbahnhofs nach der verunglückten Pfarrersfamilie benannt. Zudem erinnert in Mörfelden-Walldorf der Familie-Jürges-Weg an die Familie.

## Literatur

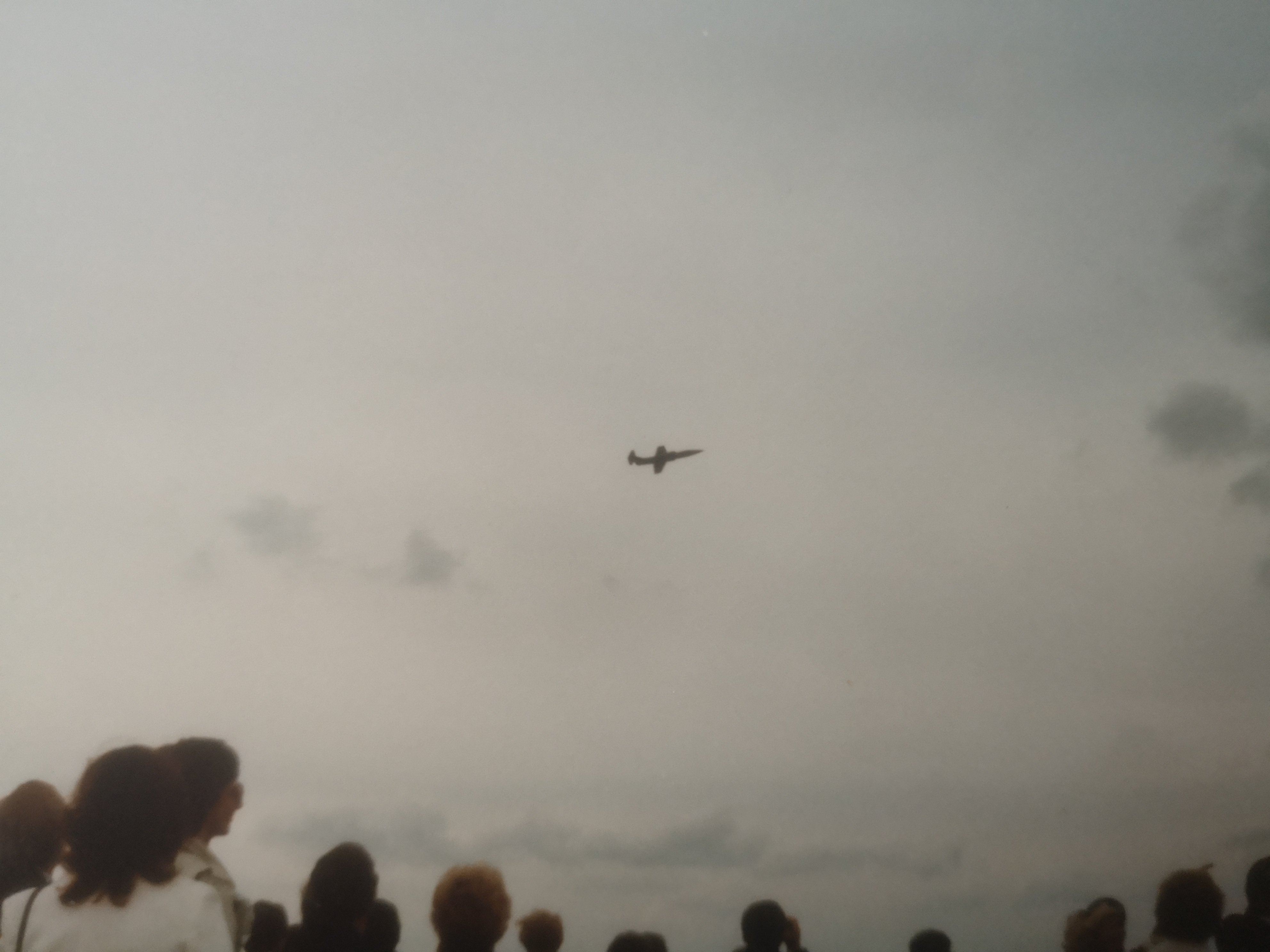
Die Absturzmaschine ist jetzt alleine und fliegt in Richtung Nordost und stürzt schließlich ab